# Philip Cordery
Pour les articles homonymes, voir Cordery.
Philip Cordery, né le 17 avril 1966 à Neuilly-sur-Seine (Seine), est un homme politique français. Élu député de la quatrième circonscription des Français établis hors de France lors des élections législatives de 2012, il n'est pas réélu en 2017.

## Biographie

### Études et engagement dans le Mouvement des jeunes socialistes
Né d'un père britannique et d'une mère française, Philip Cordery étudie les langues appliquées au droit et à l'économie à l'université de Paris-X Nanterre, où il milite à l'époque à l'Unef-ID,.
Il est membre du Parti socialiste depuis 1985. Il devient secrétaire international du Mouvement des jeunes socialistes (MJS) français en 1990. Cofondateur d'ECOSY - Jeunes socialistes européens, en novembre 1992, Philip Cordery en devient alors le premier secrétaire général (1992-1997).

### Carrière au Parti socialiste
En 1992, il entre au cabinet du président de l'Assemblée nationale, Henri Emmanuelli (1992-1993).
En 1998, il rejoint l'équipe du Parti socialiste, où il travaille pendant un an avant d'y être nommé chef du département international (1998-2004).
Il est membre du Conseil national du PS depuis 1994.

### Carrière au Parti socialiste européen
Le 15 juin 2004, Philip Cordery est nommé secrétaire général du Parti socialiste européen. Il est réélu au congrès de Porto (7e congrès du PSE) en décembre 2006 puis au congrès de Prague (8e congrès) en décembre 2009. 
Aux élections européennes de 2009, il figure en 5e position sur la liste « Changer l'Europe avec les socialistes » de la circonscription Nord-Ouest. Les socialistes n'obtiennent que 2 sièges et Cordery n'est donc pas élu.

### Mandat de député des Français du Benelux
En juin 2011, les militants des sections du Parti socialiste français choisissent Philip Cordery comme candidat de la 4e circonscription des français établis hors de France, qui couvre la Belgique, les Pays-Bas et le Luxembourg.
De juin 2011 à juin 2012, celui-ci mène une campagne de terrain (cafés de campagne, porte-à-porte, visites de terrain), à travers toute la circonscription, à Amsterdam, la Haye, La Panne, Malines, au Luxembourg, etc.
Le dimanche 3 juin 2012, le scrutin du premier tour des législatives le place en tête sur l'ensemble de la circonscription  avec 30,37 % des voix (7 024 voix) face à la candidate UMP Marie-Anne Montchamp, qui remporte 21,15 % des voix.
Le dimanche 17 juin 2012, à l'issue du second tour, il devient le premier député des Français du Benelux avec 53,16 % des voix contre 46,84 % des voix à son adversaire.
Candidat à sa réélection aux élections législatives françaises de 2017, il échoue au premier tour, finissant en 5e position avec 6,28 % des suffrages exprimés. Pieyre-Alexandre Anglade lui succède.

## Vie personnelle
Philip Cordery est marié et père de trois enfants, et revendique aussi un long engagement à l'association de parents d'élèves FCPE. Il habite à Etterbeek (région de Bruxelles-Capitale) depuis 2004.
Il est passionné de rugby et s'investit dans le Boitsfort Rugby Club (Belgique) où ses fils jouent.